# Ferris Bueller (Fernsehserie)
Ferris Bueller ist eine US-amerikanische Sitcom, die auf John Hughes’ Film Ferris macht blau von 1986 basiert. Sie handelt von dem 16-jährigen Ferris Bueller, der in seiner Schule mit allerlei technischem Krims-Krams Katastrophen anrichtet. Die Serie wurde von John Masius entwickelt. Die erste Folge wurde am 23. August 1990 von dem US-Fernsehsender NBC ausgestrahlt. In Deutschland wurde die erste Folge am 3. Januar 1994 auf ProSieben ausgestrahlt. Die erste und einzige Staffel umfasst 13 Folgen.

## Besetzung und Synchronisation
Die deutsche Synchronisation entstand nach einem Dialogbuch und unter der Dialogregie von Detlef Bierstedt durch die Synchronfirma Telesynchron Film.
| Rollenname                   | Schauspieler      | Synchronsprecher |
| ---------------------------- | ----------------- | ---------------- |
| Ferris Bueller               | Charlie Schlatter | Michael Deffert  |
| Cameron Frye                 | Brandon Douglas   | David Nathan     |
| Sloan Peterson               | Ami Dolenz        | Ursula Hugo      |
| Jeannie Bueller              | Jennifer Aniston  | Dorette Hugo     |
| Rektor Edward „Ed“ R. Rooney | Richard Riehle    | Jürgen Kluckert  |
| Barbara Bueller              | Cristine Rose     | Heike Schroetter |
| Bob Bueller                  | Sam Freed         | Michael Pan      |